# EUNAVFOR MED opération Sophia
Pour les articles homonymes, voir Sophia.
L'EUNAVFOR MED opération Sophia, appelée de manière abrégée opération Sophia ou EUNAVFOR Med, est une opération militaire décidée le 18 mai 2015 par l'Union européenne au titre de la politique de sécurité et de défense commune pour mettre fin aux départs de migrants tentant de traverser la Méditerranée centrale. Privée de navires au printemps 2019, l'opération prend fin le 31 mars 2020. L'opération Irini qui lui succède dans la zone considérée intègre pour grande partie les mandats qui lui étaient attribués.

## Origine du nom
Sophia est un enfant né le 24 août 2015 à bord du navire allemand Schleswig-Holstein, en cours d'opération en Méditerranée centrale dans le cadre de l'opération EUNAVFOR Med. Née d'une mère somalienne, sauvée avec 453 autres migrants et débarquée dans le port de Tarante, Sophia tient son nom du navire allemand consacré à la princesse prussienne Sophie de Schleswig-Holstein-Gottorp.

## Contexte
La crise migratoire en Europe a entraîné l'accroissement du trafic sur les trois principales routes utilisées pour l'immigration irrégulière en Méditerranée : la route occidentale (Afrique du nord-ouest-Espagne), la route centrale (Afrique du Nord-Italie) et la route orientale (Turquie-Grèce). Entre janvier et décembre 2015, le nombre de migrants empruntant la route centrale était estimé à 154 725 (soit 16 % du total de migrants sur cette même période), soit 9 % de moins que l'estimation de 2014 pour la même route,. À l'inverse, la route orientale a été empruntée par près de 771 237 migrants entre janvier et décembre 2015, soit 83 % du total, ce qui représente 6 fois le nombre de migrants l'ayant emprunté en 2014. La route occidentale n'est emprunté que par 0,3 % des migrants. Selon Enrico Credendino, citant des ONGs et en soulignant la difficulté de faire une évaluation précise du fait de la situation sécuritaire détériorée en Libye, des migrants originaires d'Afrique sub-saharienne attendrait toujours en Libye de pouvoir passer en Europe.
L'opération est décidée en 2015 après un naufrage au large de Lampedusa au cours duquel 800 personnes périssent (voir l'article Naufrage du 19 avril 2015 en Méditerranée pour plus de détails).

## Mandats
L'opération est lancée le 22 juin 2015 par les ministres des Affaires étrangères réunis à Luxembourg mais uniquement dans sa phase 1 (observation, renseignement),. Le 25 juillet 2017, le Conseil européen  a prorogé jusqu'au 31 décembre 2018 le mandat de l'EUNAVFOR MED opération Sophia et en a modifié le contenu:  mettre en place un mécanisme de suivi des bénéficiaires de la formation en vue d'assurer l'efficacité à long terme de la formation des garde-côtes libyens ; mener de nouvelles activités de surveillance et recueillir des informations sur le trafic d'exportations illicites de pétrole en provenance de la Libye ; accroître les possibilités de partage d'informations concernant le trafic d'êtres humains avec les autorités répressives des États membres, FRONTEX et EUROPOL.
L'opération Sophia est partiellement suspendue depuis le mercredi 27 mars 2019, en raison de l'opposition italienne. Si les sauvetages en mer sont interrompus, en revanche demeurent la surveillance aérienne et la formation de militaires libyens à la lutte contre les passeurs,. L'opération doit prendre fin le 31 mars 2019, sauf si les États membres en décident autrement indique Federica Mogherini, la Haute représentante de l'UE : « S‘il n’y a pas de développement positif avant la fin du mois de mars, l’opération mettra fin à ses activités, avec toutes les conséquences que cela entraînera »,. À la demande de l'Italie, les capacités de la mission sont limitées. En mai 2019, les moyens aériens étaient relativement limités puisque la mission ne compte que quatre avions. La disparition des moyens de l’opération Sophia rend impossible d’estimer le nombre de morts dans cette zone, d'autant que les bateaux commerciaux ou de pêche préfèrent ne pas être impliqués.
L'opération Sophia prend fin le 31 mars 2020.

## Commandement
Son état-major est implanté à Rome. Il existe un commandement tactique sur zone  de l’opération et un commandement stratégique. Ce dernier est assuré par un amiral italien, Enrico Credendino (it), assisté d’un contre-amiral français Gilles Boidevezi.
| Début              | Fin          | Identité                  | Nationalité | Notes       |
| ------------------ | ------------ | ------------------------- | ----------- | ----------- |
| 17 juin 2015       | 26 juin 2016 | Andrea Gueglio            | Italie      | Vice-amiral |
| 27 juin 2016       | 3 avril 2017 | Giuseppe Berutti Bergotto | Italie      | Vice-amiral |
| 4 avril 2017       | 31 août 2017 | Andrea Romani             | Italie      | Vice-amiral |
| 1er septembre 2017 | en cours     | Javier Moreno Susanna     | Espagne     | Vice-amiral |